# (1463) Nordenmarkia
(1463) Nordenmarkia – planetoida z pasa głównego asteroid okrążająca Słońce w ciągu 5 lat i 232 dni w średniej odległości 3,17 au. Została odkryta 6 lutego 1938 roku w Obserwatorium Iso-Heikkilä w Turku przez Yrjö Väisälä. Nazwa planetoidy pochodzi od Nilsa Viktora Emanuela Nordenmarka (1867-1962), szwedzkiego astronoma. Przed nadaniem nazwy planetoida nosiła oznaczenie tymczasowe (1463) 1938 CB.